# Smidsvuur

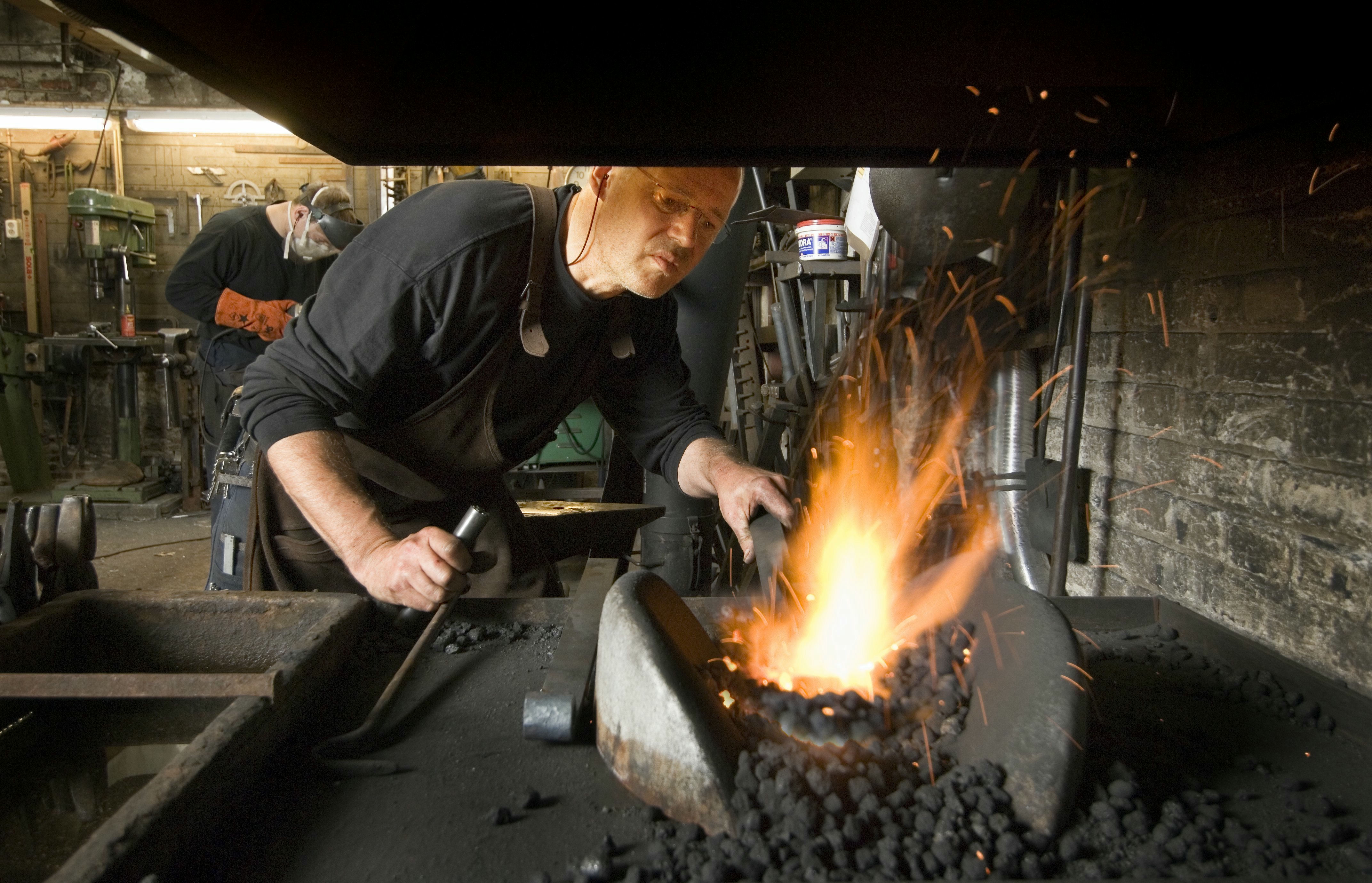
Smidsvuur

Een smederij of smidse heeft van oudsher een smidsvuur waar het te bewerken object (meestal van ijzer) gloeiend heet gestookt kan worden.
In het smidsvuur wordt met behulp van brandstof, steenkool of houtskool, en extra zuurstof (verkregen door middel van een blaasbalg of ventilator) het te besmeden voorwerp tot over 1000 °C verhit.